# Strabomantis cadenai
Strabomantis cadenai is een kikker uit de familie Strabomantidae. De wetenschappelijke naam van de soort werd beschreven in 1986 door Lynch. De soort komt alleen voor in Alto Río Cuevas gelegen in de gemeente Frontino aan de westelijke kant van de gebergte Cordillera Occidental in Colombia op een hoogte van 1300 meter boven het zeeniveau. Strabomantis cadenai wordt ernstig bedreigd door het verlies van habitat en zou al kunnen zijn uitgestorven.